# Быковская волость (Олонецкая губерния)
Быковская во́лость — волость в составе Каргопольского уезда Олонецкой губернии.

## Общие сведения
Волостное правление располагалось в селении Троицкий погост (Семеновское).
В состав волости входили сельские общества, включающие 55 деревень:
- Ермолинское общество
- Никольское общество
- Троицкое общество
- Чурьегское общество
- Шолтомское общество

На 1890 год численность населения волости составляла 5153 человека.
На 1905 год численность населения волости составляла 5219 человек. В волости насчитывалось 867 лошадей, 1101 корова и 1927 голов прочего скота.
В ходе реформы административно-территориального деления СССР в 1927 году волость была упразднена.
В настоящее время территория Быковской волости относится в основном к Каргопольскому району Архангельской области.